# Listă de conducători de stat din 1414
1410 - 1411 - 1412 - 1413 - 1414 - 1415 - 1416 - 1417 - 1418
Aceasta este o listă a conducătorilor de stat din anul 1414:

## Europa
- Ahaia: Centurione Zaccaria (uzurpator, 1404-1429/1432)
- Albania (Durres): Andrei Thopia (principe din familia Thopia, 1402-1415)
- Albania (Epir): Mauriciu Bua Șpata (despot, 1400-1418)
- Albania (Shkoder): Balșa al III-lea (principe din familia Balșa, 1403-1421)
- Anglia: Henric al V-lea (rege din dinastia Lancaster, 1413-1422)
- Anjou: Ludovic al II-lea (duce, 1384-1417; totodată, împărat titular de Constantinopol, 1384-1387; ulterior, rege al Neapolelui, 1389-1399 și rege titular, 1386-1389, 1399-1417)
- Aragon: Ferdinand I de Anteguera (rege din dinastia de Castilia, 1412-1416; totodată, rege al Siciliei, 1412-1416)
- Austria Anterioară și Tirol: Frederic al IV-lea (duce din dinastia de Habsburg, ramura veche, 1406-1439)
- Austria Interioară: Ernst (duce din dinastia de Habsburg, ramura tânără, 1406-1424; anterior, duce în Austria Anterioară și Tirol, 1402-1411)
- Austria Superioară și Austria Inferioară: Albert al V-lea (duce din dinastia de Habsburg, ramura Albertină, 1404-1439; ulterior, duce de Luxemburg, 1437-1439; ulterior, rege al Ungariei, 1437-1439; ulterior, rege al Cehiei, 1437-1439; ulterior, rege al Germaniei, 1438-1439)
- Bavaria-Ingolstadt: Ludovic al VII-lea (duce din dinastia de Wittelsbach, 1413-1443)
- Bavaria-Landshut: Henric al IV-lea (duce din dinastia de Wittelsbach, 1393-1450; ulterior, duce de Bavaria-Ingolstadt, 1445-1450)
- Bavaria-Munchen: Ernst (duce din dinastia de Wittelsbach, 1397-1438) și Wilhelm al III-lea (duce din dinastia de Wittelsbach, 1397-1435)
- Bavaria-Straubing: Wilhelm al II-lea (duce din dinastia de Wittelsbach, 1404-1417; totodată, conte de Hainaut, 1404-1417)
- Bizanț: Manuel al II-lea (împărat din dinastia Paleologilor, 1391-1425)
- Bosnia: Ștefan Ostoja (rege din dinastia Kotromanic, 1398-1404, 1409-1418)
- Bosnia-Herțegovina, statul Zahumija: Sandalj Hranic (duce din dinastia Kosaca, 1392-1435)
- Brabant: Anton (duce din casa de Burgundia, 1405-1415; ulterior, duce de Luxemburg, 1412-1415)
- Brandenburg: Sigismund (principe elector din dinastia de Luxemburg, 1378-1397, 1411-1417; totodată, rege al Ungariei, 1387-1437; totodată, rege al Germaniei, 1410-1437; ulterior, duce de Luxemburg, 1419-1437; ulterior, rege al Cehiei, 1419-1421, 1436-1437; ulterior, împărat occidental, 1433-1437)
- Bretagne: Ioan al V-lea cel Viteaz (duce, 1399-1442)
- Burgundia: Ioan fără Frică (duce din casa de Valois, 1404-1419; totodată, conte de Flandra, 1405-1419)
- Castilia: Ioan al II-lea (rege din dinastia de Trastamara, 1406-1454)
- Cehia: Vaclav al IV-lea (rege din dinastia de Luxemburg, 1378-1419; anterior, principe elector de Brandenburg, 1373-1378; totodată, rege al Germaniei, 1378-1400; ulterior, duce de Luxemburg, 1383-1388, 1411-1412)
- Cipru: Janus (rege din dinastia de Antiohia-Lusignan, 1398-1432)
- Danemarca: Erik al VII-lea de Pomerania (rege, 1412-1439; totodată, rege al Norvegiei, 1389/1412-1442; totodată, rege al Suediei, 1412-1434/1439)
- Ferrara: Niccolo al III-lea (senior din casa d'Este, 1393-1441)
- Franța: Carol al VI-lea cel Nebun (rege din dinastia de Valois, 1380-1422)
- Genova: Giorgio Adorno (doge, 1413-1415)
- Germania: Sigismund (rege din dinastia de Luxemburg, 1410-1437; anterior, principe elector de Brandenburg, 1378-1397, 1411-1417; anterior, rege al Ungariei, 1387-1437; ulterior, duce de Luxemburg, 1419-1437; ulterior, rege al Cehiei, 1419-1421, 1436-1437; ulterior, împărat occidental, 1433-1437)
- Gruzia: Alexandru I cel Mare (rege din dinastia Bagratizilor, 1412-1442)
- Hainaut: Guillaume al IV-lea (conte din casa de Bavaria, 1404-1417; totodată, duce de Bavaria-Straubing, 1404-1417)
- Hoarda de Aur: Kerim Berdi (han, 1412-1414/1417) și Kibek Han (han, 1414-1415)
- Imperiul otoman: Mehmed Celebi (sultan din dinastia Osmană, 1413-1421; anterior, emir în Anatolia, 1402-1413)
- Lituania: Vytautas (mare duce, 1401-1430)
- Lorena Superioară: Carol al II-lea (duce din casa de Lorena-Alsacia, 1399-1431)
- Luxemburg: Elisabeta de Gorlitz (ducesă, 1412-1451) și Anton de Burgundia (duce din casa de Burgundia, 1412-1415; totodată, duce de Brabant, 1405-1415)
- Mantova: Gian Francesco (conte din casa Gonzaga, 1407-1444; marchiz, din 1433)
- Marinizii: Abu Said Usman al III-lea ibn Ahmad (emir din dinastia Marinizilor, 1398-1420)
- Milano: Filippo Maria (duce din familia Visconti, 1412-1447)
- Moldova: Alexandru cel Bun (domnitor, 1400-1432)
- Montferrat: Teodoro al II-lea (marchiz din dinastia Paleologilor, 1381-1418)
- Moscova: Vasili I Dmitrievici (mare cneaz, 1389-1425; totodată, mare cneaz de Vladimir, 1389-1425)
- Nasrizii: Abu'l-Hadjdjadj Iusuf al III-lea an-Nasr ibn Iusuf (II) (emir din dinastia Nasrizilor, 1407-1417)
- Navarra: Carol al III-lea cel Nobil (rege din dinastia de Evreux, 1387-1425)
- Neapole: Ladislau (rege din dinastia de Anjou, ramura de Durazzo, 1386-1414), Ludovic al II-lea (rege titular din dinastia de Valois-Provence, 1386-1389, 1399-1417; ulterior, rege, 1389-1399; anterior, duce de Anjou, 1384-1417) și Ioana a II-lea (regină din dinastia de Anjou, ramura de Durazzo, 1414-1435)
- Norvegia: Erik al III-lea de Pomerania (rege, 1389/1412-1442; ulterior, rege al Danemarcei, 1412-1439; ulterior, rege al Suediei, 1412-1434/1439)
- Ordinul teutonic: Michael Kuchmeister von Sternberg (mare maestru, 1414-1422)
- Polonia: Vladislav al II-lea (rege din dinastia Jagiello, 1386-1434; totodată, mare duce de Lituania, 1377-1381, 1382-1401)
- Portugalia: Joao I (rege din dinastia de Aviz, 1385-1433)
- Reazan: Fedor al II-lea Olegovici (mare cneaz, 1402-între 1423 și 1427)
- Savoia: Amedeo al VIII-lea cel Blând (conte, 1391-1434/1440; duce, din 1416; ulterior, antipapă, 1439/1440-1449)
- Saxonia: Rudolf al III-lea (principe elector din dinastia Askaniană, 1388-1419)
- Saxonia: Frederic al IV-lea cel Viteaz (margraf din dinastia de Wettin, 1407-1428)
- Scoția: Iacob I (rege din dinastia Stuart, 1406-1437)
- Serbia (Kosovo și Metohija): Gheorghe Brancovic (conducător din dinastia Brancovic, 1397-1427; ulterior, cneaz și despot în Serbia de nord, 1427-1456)
- Serbia de nord: Ștefan Lazarevic (cneaz, 1389-1427; despot, din 1402)
- Sicilia: Ferdinand I de Anteguera (rege din dinastia de Castilia, 1412-1416; totodată, rege al Aragonului, 1412-1416)
- Statul papal (Pisa): Ioan al XXIII-lea (antipapă, 1410-1415)
- Statul papal (Roma): Grigore al XII-lea (papă, 1406-1415)
- Statul papal (Avignon): Benedict al XIII-lea (antipapă, 1394-1423)
- Suedia: Erik de Pomerania (rege, 1412-1434/1439; totodată, rege al Norvegiei, 1389/1412-1442; totodată, rege al Danemarcei, 1412-1439)
- Transilvania: Stibor de Stiboricz (voievod, 1395-1401, 1410-1414)
- Tver: Ivan Mihailovici (mare cneaz, 1399-1425)
- Țara Românească: Mircea cel Bătrân (domnitor, 1386-1418)
- Ungaria: Sigismund (rege din dinastia de Luxemburg, 1387-1437; anterior, principe elector de Brandenburg, 1378-1397, 1411-1417; ulterior, rege al Germaniei, 1410-1437; ulterior, duce de Luxemburg, 1419-1437; ulterior, rege al Cehiei, 1419-1421, 1436-1437; ulterior, împărat occidental, 1433-1437)
- Veneția: Tommaso Mocenigo (doge, 1414-1423)
- Vladimir: Vasili I Dmitrievici (mare cneaz, 1389-1425; totodată, mare cneaz de Moscova, 1389-1425)

## Africa
- Benin: Egbeka (obba, cca. 1370-?) (?) și Orobiru (obba, ?-?) (?)
- Buganda: Kiggala (kabaka, 1404-1434)
- Califatul abbasid (Egipt): Abu'l-Fadl Abbas al-Mustain ibn al-Mutauakkil (calif din dinastia Abbasizilor, 1406-1414; ulterior, sultan mameluc, 1412) și Abu'l Fath Daud al-Mutadid al II-lea ibn al-Mutauakkil (calif din dinastia Abbasizilor, 1414-1441)
- Ethiopia: Theodoros I (împărat, 1411-1414) și Yetșak (Gabra Maskal) (împărat, 1414-1429)
- Hafsizii: Abu Faris Abd al-Aziz al-Mutauakkil ibn Ahmad (II) (calif din dinastia Hafsizilor, 1394-1434)
- Kanem-Bornu: Biri al III-lea (Usman) I (sultan, cca. 1389-cca. 1421)
- Mamelucii: al-Muayyad Saif ad-Din Șaikh al-Mahmudi (sultan din dinastia Burdjizilor, 1412-1421)
- Marinizii: Abu Said Usman al III-lea ibn Ahmad (emir din dinastia Marinizilor, 1398-1420)
- Rwanda: Ndoba (rege, cca. 1410-cca. 1434)
- Songhay: Muhammad Dao (rege din dinastia Sonni, cca. 1400-?) și Muhammad Kukya (rege din dinastia Sonni, ?-?) (?)

## Asia

### Orientul Apropiat
- Ak Koyunlu: Kara Ioluk Usman ibn Kutlu ibn Tur Ali (conducător, 1378-1435)
- Ayyubizii din Hisn Kaifa și Amid: al-Malik as-Așraf Șaraf ad-Din Ahmad ibn Sulaiman (sultan din dinastia Ayyubizilor, ?-1433) (?)
- Bizanț, Imperiul de Trapezunt: Alexios al IV-lea (împărat din dinastia Marilor Comneni, 1412-1429)
- Cipru: Janus (rege din dinastia de Antiohia-Lusignan, 1398-1432)
- Djalairizii: Mahmud ibn Ualad (sultan din dinastia Djalairizilor, 1411-1415, 1422-1424)
- Imperiul otoman: Mehmed Celebi (sultan din dinastia Osmană, 1413-1421; anterior, emir în Anatolia, 1402-1413)
- Kara Koyunlu: Kara Iusuf ibn Mehmed (emir, 1391-1400, 1405/1406-1420)
- Mamelucii: al-Muayyad Saif ad-Din Șaikh al-Mahmudi (sultan din dinastia Burdjizilor, 1412-1421)
- Timurizii: Șah Ruh ibn Timur (emir din dinastia Timurizilor, 1405-1447)
- Timurizii din vestul Iranului și Irak: Ayyal ibn Miranșah (conducător din dinastia Timurizilor, 1414) și Ailankar ibn Abu Bakr (conducător din dinastia Timurizilor, 1414-1415)

### Orientul Îndepărtat
- Bengal: Șihab ad-Din Baiazid Șah ibn Hamza (sultan din casa lui Ilias Șah, 1412/1413-1414/1415), Ala ad-Din Firuz Șah ibn Baiazid (sultan din casa lui Ilias Șah, 1414/1415) și Djalal ad-Din Muhammad ibn Raja Ganeșa (sultan din casa lui Raja Ganeșa, 1414/1415-1431/1432)
- Birmania, statul Ava: Minhkaung I (rege, 1401-1422)
- Birmania, statul Mon: Razadarit (rege, 1385-1423)
- Brunei: Muhammad (sultan, cca. 1405-cca. 1415)
- Cambodgea, Imperiul Kambujadesa (Angkor): Preah Barom Soccoroch (Baromasoka) (împărat din dinastia Neay-Trasac-Paem, 1404/1416-1420)
- Cambodgea, statul Tjampa: Jaya Sinhavarman al V-lea (rege din cea de a treisprezecea dinastie, 1400-1441)
- China: Chengzu (Zhu Di) (împărat din dinastia Ming, 1403-1424)
- Coreea, statul Choson: T'aejong (Yi Pang-won) (rege din dinastia Yi, 1401-1418)
- Hoarda de Aur: Kerim Berdi (han, 1412-1414/1417)
- India, Bahmanizii: Tadj ad-Din Firuz Șah ibn Daud (II) (sultan, 1397-1422)
- India, statul Delhi: Daulat Han Lodi (sultan, 1413-1414) și Hidr Han ibn Malik Sulaiman (sultan din dinastia Saidizilor, 1414-1421)
- India, statul Gujarat: Ahmad Șah I ibn Tatar ibn Zafar (sultan, 1410/1411-1442)
- India, statul Handeș: Nasr Han ibn Ahmad (sultan din dinastia Farukizilor, 1399-1437)
- India, statul Vijayanagar: Devaraya I (conducător din dinastia Sangama, 1406-1422)
- Japonia: Șoko (împărat, 1412-1428) și Yoșimochi (principe imperial din familia Așikaga, 1395-1423)
- Kashmir: Ali Mîrza-han ibn Sikandar (sultan din casa lui Șah Mir, 1413-1420)
- Laos, statul Lan Xang: Thao Un Huen (Sam Sene Thai) (rege, 1373-1416)
- Statul Madjapahit: Vikramavardhana (rege, 1389-1429)
- Malacca: Paramesvara (Mehat Iskandar Șah) (sultan, cca. 1402-1424)
- Mongolii: Oljay-Temur Hagan (han, 1403-1422) și Dalbay (Delbek) Hagan (han, 1411-1415)
- Nepal: Jayajyotirmalla (rege din dinastia Malla, 1408-1428)
- Sri Lanka, statul Jaffna: Gunavira Pararajasekaran al V-lea (rege, 1410-1440)
- Sri Lanka, statul Kotte: Parakkamabahu al VI-lea (Apa) (rege, 1414-1466)
- Thailanda, statul Ayutthaya: Intharaja (rege, 1409-1424)
- Thailanda, statul Sukhotai: Thammaraja al III-lea (rege, 1400-1419)
- Tibet: mKhas-grub-rje (panchen lama, 1385-1438)
- Timurizii: Șah Ruh ibn Timur (emir din dinastia Timurizilor, 1405-1447)

## America
- Aztecii: Huitzilihuitl (conducător, 1395-1414) și Chimalpopoca (conducător, 1414-1428)